# Gran Premio Città di Camaiore 1977
Il Gran Premio Città di Camaiore 1977, ventinovesima edizione della corsa, si svolse il 23 settembre 1977 su un percorso di 199 km, con partenza e arrivo a Camaiore. La vittoria fu appannaggio dell'italiano Franco Bitossi, che completò il percorso in 4h59'00", alla media di 39,933 km/h, precedendo i connazionali Valerio Lualdi e Alfio Vandi.

## Ordine d'arrivo (Top 10)
| Pos. | Corridore           | Squadra              | Tempo    |
| ---- | ------------------- | -------------------- | -------- |
| 1    | Franco Bitossi      | Vibor                | 4h59'00" |
| 2    | Valerio Lualdi      | Sanson               | s.t.     |
| 3    | Alfio Vandi         | Magniflex            | s.t.     |
| 4    | Giuseppe Saronni    | Scic                 | a 0'01"  |
| 5    | Leonardo Mazzantini | Zonca                | s.t.     |
| 6    | Francesco Moser     | Sanson               | s.t.     |
| 7    | Aldo Parecchini     | Brooklyn             | s.t.     |
| 8    | Diego Magoni        | G.B.C.-Itla-TV Color | s.t.     |
| 9    | Carmelo Barone      | Fiorella             | s.t.     |
| 10   | Angelo Tosoni       | G.B.C.-Itla-TV Color | s.t.     |